# Japan Soccer League 1974
La stagione 1974 è stata la decima edizione della Japan Soccer League, massimo livello del campionato giapponese di calcio.

## Avvenimenti

### Il campionato
La prima giornata del torneo fu giocata il 7 aprile 1974: tutta la prima parte della competizione, conclusasi il 2 giugno, vide una lotta a tre tra Towa Real Estate, Yanmar Diesel e i campioni in carica del Mitsubishi Heavy Industries, che arrivarono al giro di boa appaiate in vetta. Nella seconda parte della competizione, iniziata il 10 ottobre, il Towa Real Estate calò drasticamente il proprio rendimento (rischiando di essere risucchiato nella zona della classifica valida per i playoff promozione-salvezza) rendendo Mitsubishi e Yanmar Diesel le uniche pretendenti al titolo: inizialmente ebbero la meglio i campioni in carica, ma la sconfitta per 3-1 nello scontro diretto permise l'aggancio da parte della squadra del capocannoniere Kunishige Kamamoto (che proprio in quella stagione verrà insignito di un particolare riconoscimento per aver raggiunto le cento reti segnate in Japan Soccer League). L'8 dicembre, giorno in cui furono giocate le ultime gare del torneo, Mitsubishi e Yanmar Diesel conclusero in vetta, ma la miglior differenza reti premiò la squadra di Osaka.
Sul fondo della classifica, entrambe le squadre piazzatesi nelle posizioni valide per i play-off ottennero la salvezza: grazie a due vittorie di misura, il Toyota Motors ebbe ragione dello Yomiuri, piazzatosi primo in seconda divisione dopo aver sfoderato un rendimento regolare nel corso del campionato. Nel secondo confronto l'Eidai Sangyo, al suo esordio in prima divisione, riportò due vittorie contro il Fujitsu che aveva raggiunto la seconda posizione dopo una grande rimonta. Per quanto riguarda i playoff promozione-retrocessione, l'Honda si assicurò l'esordio in Japan Soccer League sconfiggendo per 2-0 l'Ibaraki Hitachi, mentre il Sumitomo Metals si salvò sconfiggendo lo Yanmar Club.

## Squadre

### Profili
Division 1
| Club partecipanti | Club partecipanti | Città      | Stagione 1973         |
| ----------------- | ----------------- | ---------- | --------------------- |
| Eidai Sangyo      | dettagli          | Heizei     | 1° in JSL Division 2  |
| Furukawa Electric | dettagli          | Ichihara   | 5° in JSL Division 1  |
| Hitachi           | dettagli          | Koganei    | 2° in JSL Division 1  |
| Mitsubishi HI     | dettagli          | Saitama    | Campione del Giappone |
| Nippon Kokan      | dettagli          | Kawasaki   | 9° in JSL Division 1  |
| Nippon Steel      | dettagli          | Kitakyūshū | 6° in JSL Division 1  |
| Towa Real Estate  | dettagli          | Tochigi    | 4° in JSL Division 1  |
| Toyota Motors     | dettagli          | Nagoya     | 7° in JSL Division 1  |
| Toyo Kogyo        | dettagli          | Hiroshima  | 8° in JSL Division 1  |
| Yanmar Diesel     | dettagli          | Osaka      | 3° in JSL Division 1  |

Division 2
| Club partecipanti | Club partecipanti | Città     | Stagione 1973                                |
| ----------------- | ----------------- | --------- | -------------------------------------------- |
| Dainichi Densen   | dettagli          | Amagasaki | 6° in JSL Division 2                         |
| Fujitsu           | dettagli          | Kawasaki  | 4° in JSL Division 2                         |
| Ibaraki Hitachi   | dettagli          | Ibaraki   | 2° in All Japan Senior Football Championship |
| Kofu Club         | dettagli          | Kōfu      | 2° in JSL Division 2                         |
| Kyoto Shiko       | dettagli          | Kyoto     | 7° in JSL Division 2                         |
| NTTPC Kinki       | dettagli          | Osaka     | 5° in JSL Division 2                         |
| Sumitomo Metals   | dettagli          | Osaka     | 1° in All Japan Senior Football Championship |
| Tanabe Pharma     | dettagli          | Osaka     | 10° in JSL Division 1 (retrocesso)           |
| Teijin Matsuyama  | dettagli          | Matsuyama | 8° in JSL Division 2                         |
| Yomiuri           | dettagli          | Tokyo     | 3° in JSL Division 2                         |

### Allenatori
Division 1
| Club              | Allenatore         |
| ----------------- | ------------------ |
| Eidai Sangyo      | Ken Okubo          |
| Furukawa Electric | Saburō Kawabuchi   |
| Hitachi           | Hidetoki Takahashi |
| Mitsubishi HI     | Hiroshi Ninomiya   |
| Nippon Kokan      | Takaji Tanaka      |
| Nippon Steel      | Masashi Watanabe   |
| Towa Real Estate  | Yukio Shimomura    |
| Toyota Motors     | Tatsuya Shiji      |
| Toyo Kogyo        | Kenzō Ōhashi       |
| Yanmar Diesel     | Kenji Onitake      |

Division 2
| Club             | Allenatore         |
| ---------------- | ------------------ |
| Dainichi Densen  | sconosciuto        |
| Fujitsu          | Shigeo Yaegashi    |
| Ibaraki Hitachi  | sconosciuto        |
| Kofu Club        | Tsukasa Hosaka     |
| Kyoto Shiko      | Seishiro Shimatani |
| NTTPC Kinki      | sconosciuto        |
| Sumitomo Metals  | Eiji Yamamoto      |
| Tanabe Pharma    | sconosciuto        |
| Teijin Matsuyama | sconosciuto        |
| Yomiuri          | Frans van Balkom   |

## Classifiche finali

### JSL Division 1
|                     | Pos. | Squadra           | Pt | G  | V  | N | P  | GF | GS | DR  |
| ------------------- | ---- | ----------------- | -- | -- | -- | - | -- | -- | -- | --- |
| Giappone (bandiera) | 1.   | Yanmar Diesel     | 25 | 18 | 10 | 5 | 3  | 47 | 24 | +23 |
|                     | 2.   | Mitsubishi HI     | 25 | 18 | 11 | 3 | 4  | 37 | 18 | +19 |
|                     | 3.   | Hitachi           | 19 | 18 | 7  | 5 | 6  | 33 | 22 | +11 |
|                     | 4.   | Furukawa Electric | 19 | 18 | 7  | 5 | 6  | 25 | 24 | +1  |
|                     | 5.   | Nippon Steel      | 19 | 18 | 8  | 3 | 7  | 24 | 25 | -1  |
|                     | 6.   | Toyo Kogyo        | 18 | 18 | 6  | 6 | 6  | 20 | 25 | -5  |
|                     | 7.   | Nippon Kokan      | 17 | 18 | 6  | 5 | 7  | 24 | 28 | -4  |
|                     | 8.   | Towa Real Estate  | 16 | 18 | 5  | 6 | 7  | 25 | 30 | -15 |
|                     | 9.   | Eidai Sangyo      | 14 | 18 | 4  | 6 | 8  | 19 | 30 | -11 |
|                     | 10.  | Toyota Motors     | 8  | 18 | 3  | 2 | 13 | 8  | 36 | -28 |

Legenda:

      Campione del Giappone

Note:
Due punti a vittoria, uno a pareggio, zero a sconfitta.
Yanmar Diesel campione del Giappone grazie ad una migliore differenza reti rispetto al Mitsubishi Heavy Industries.

### JSL Division 2
|  | Pos. | Squadra          | Pt | G  | V  | N | P  | GF | GS | DR  |
|  | ---- | ---------------- | -- | -- | -- | - | -- | -- | -- | --- |
|  | 1.   | Yomiuri          | 26 | 18 | 11 | 4 | 3  | 46 | 20 | +26 |
|  | 2.   | Fujitsu          | 22 | 18 | 9  | 4 | 5  | 32 | 19 | +13 |
|  | 3.   | Kyoto Shiko      | 22 | 18 | 9  | 4 | 5  | 27 | 20 | +7  |
|  | 4.   | NTTPC Kinki      | 20 | 18 | 8  | 4 | 6  | 30 | 24 | +6  |
|  | 5.   | Kofu Club        | 20 | 18 | 8  | 4 | 6  | 29 | 24 | +5  |
|  | 6.   | Teijin Matsuyama | 19 | 18 | 7  | 5 | 6  | 29 | 33 | -4  |
|  | 7.   | Dainichi Densen  | 17 | 18 | 7  | 3 | 8  | 32 | 27 | -5  |
|  | 8.   | Tanabe Pharma    | 16 | 18 | 7  | 2 | 9  | 33 | 31 | ＋2 |
|  | 9.   | Sumitomo Metals  | 12 | 18 | 4  | 4 | 10 | 23 | 48 | -25 |
|  | 10.  | Ibaraki Hitachi  | 6  | 18 | 1  | 4 | 13 | 10 | 43 | -33 |

Legenda:

      Retrocessa nei campionati regionali
Note:
Due punti a vittoria, uno a pareggio, zero a sconfitta.
Fujitsu ottiene l'accesso ai playoff promozione/retrocessione grazie ad una migliore differenza reti rispetto al Kyoto Shiko.

## Risultati

### Tabellone
Division 1
|                       | Yan  | Mit  | Hit  | Fur  | Nip  | Toy  | Nkk  | Tow  | Eid  | Tom  |
| --------------------- | ---- | ---- | ---- | ---- | ---- | ---- | ---- | ---- | ---- | ---- |
| Yanmar Diesel         | –––– | 1-1  | 3-2  | 8-2  | 1-3  | 0-0  | 3-1  | 1-2  | 1-1  | 3-0  |
| Mitsubishi Heavy Ind. | 1-3  | –––– | 1-0  | 1-2  | 1-1  | 5-1  | 2-3  | 0-0  | 2-0  | 3-0  |
| Hitachi               | 1-1  | 1-2  | –––– | 1-0  | 3-2  | 2-2  | 1-1  | 2-0  | 5-3  | 4-0  |
| Furukawa Electric     | 1-2  | 0-2  | 2-1  | –––– | 0-0  | 0-2  | 2-2  | 2-2  | 1-1  | 0-0  |
| Nippon Steel          | 1-3  | 0-4  | 2-1  | 1-3  | –––– | 0-1  | 2-1  | 2-3  | 2-1  | 0-1  |
| Toyo Kogyo            | 1-1  | 2-1  | 1-2  | 0-4  | 0-1  | –––– | 1-3  | 2-1  | 0-0  | 2-0  |
| Nippon Kokan          | 3-2  | 1-3  | 0-0  | 0-3  | 0-1  | 1-0  | –––– | 1-2  | 1-1  | 1-1  |
| Towa Real Estate      | 2-5  | 1-2  | 1-1  | 0-2  | 2-2  | 2-2  | 2-3  | –––– | 1-1  | 2-0  |
| Eidai Sangyo          | 2-4  | 1-3  | 1-0  | 1-0  | 0-3  | 2-2  | 2-1  | 1-0  | –––– | 1-3  |
| Toyota Motors         | 0-5  | 1-3  | 0-6  | 0-1  | 0-1  | 0-1  | 0-1  | 1-2  | 1-0  | –––– |

Division 2
|                  | Yom  | Fuj  | Ksh  | NTT  | Kof  | Tei  | Dai  | Tan  | Sum  | Iba  |
| ---------------- | ---- | ---- | ---- | ---- | ---- | ---- | ---- | ---- | ---- | ---- |
| Yomiuri          | –––– | 3-0  | 0-0  | 1-1  | 1-3  | 4-1  | 2-1  | 3-0  | 2-2  | 3-0  |
| Fujitsu          | 3-3  | –––– | 1-0  | 0-1  | 0-1  | 0-2  | 1-1  | 3-1  | 6-1  | 0-0  |
| Kyoto Shiko      | 1-2  | 0-3  | –––– | 1-1  | 2-0  | 2-2  | 2-2  | 2-0  | 2-3  | 4-1  |
| NTTPC Kinki      | 1-4  | 1-2  | 0-1  | –––– | 1-0  | 1-0  | 0-2  | 1-0  | 4-0  | 3-1  |
| Kofu Club        | 2-3  | 1-3  | 0-1  | 2-3  | –––– | 1-1  | 2-1  | 2-1  | 3-2  | 3-0  |
| Teijin Matsuyama | 0-2  | 0-2  | 2-1  | 3-2  | 3-3  | –––– | 1-6  | 1-1  | 1-1  | 3-1  |
| Dainichi Densen  | 1-0  | 0-3  | 1-2  | 2-2  | 1-2  | 2-3  | –––– | 0-1  | 2-1  | 3-0  |
| Tanabe Pharma    | 4-3  | 1-3  | 1-2  | 3-1  | 1-3  | 2-1  | 1-4  | –––– | 7-0  | 3-0  |
| Sumitomo Metals  | 0-5  | 1-0  | 1-2  | 1-1  | 2-2  | 1-2  | 4-2  | 1-5  | –––– | 2-0  |
| Ibaraki Hitachi  | 0-5  | 2-2  | 0-2  | 1-5  | 0-0  | 1-3  | 0-1  | 2-2  | 2-0  | –––– |

### Spareggi promozione/salvezza
|               |     |               | Città e data            |
| ------------- | --- | ------------- | ----------------------- |
| Eidai Sangyo  | 3-2 | Fujitsu       | Eidai, 12 gennaio 1975  |
| Toyota Motors | 1-0 | Yomiuri       | Toyota, 13 gennaio 1975 |
|               |     |               |                         |
| Yomiuri       | 2-3 | Toyota Motors | Tokyo, 19 gennaio 1975  |
| Fujitsu       | 1-3 | Eidai Sangyo  | Tokyo, 19 gennaio 1975  |

### Play-off interdivisionali
|                 |     |                 | Città e data                |
| --------------- | --- | --------------- | --------------------------- |
| Ibaraki Hitachi | 1-1 | Honda Motor     | Hitachi, 7 dicembre 1974    |
| Sumitomo Metals | 2-1 | Yanmar Club     | Osaka, 8 dicembre 1974      |
|                 |     |                 |                             |
| Sumitomo Metals | 3-2 | Yanmar Club     | Kōfu, 10 gennaio 1974       |
| Honda Motor     | 2-0 | Ibaraki Hitachi | Hamamatsu, 22 dicembre 1974 |

## Statistiche

### Classifiche di rendimento

#### Rendimento andata-ritorno
| Andata                | Andata | Ritorno               | Ritorno |
|                       |        |                       |         |
| Yanmar Diesel         | 11     | Mitsubishi Heavy Ind. | 14      |
| Mitsubishi Heavy Ind. | 11     | Yanmar Diesel         | 14      |
| Towa Real Estate      | 11     | Furukawa Electric     | 12      |
| Hitachi               | 10     | Nippon Steel          | 11      |
| Toyo Kogyo            | 9      | Hitachi               | 9       |
| Nippon Steel          | 8      | Toyo Kogyo            | 9       |
| Nippon Kokan          | 8      | Nippon Kokan          | 9       |
| Furukawa Electric     | 7      | Eidai Sangyo          | 9       |
| Toyota Motors         | 6      | Towa Real Estate      | 5       |
| Eidai Sangyo          | 5      | Toyota Motors         | 2       |

| Andata           | Andata | Ritorno          | Ritorno |
|                  |        |                  |         |
| NTTPC Kinki      | 14     | Fujitsu          | 14      |
| Yomiuri          | 13     | Yomiuri          | 13      |
| Kofu Club        | 13     | Kyoto Shiko      | 12      |
| Kyoto Shiko      | 10     | Teijin Matsuyama | 11      |
| Dainichi Densen  | 10     | Tanabe Pharma    | 9       |
| Teijin Matsuyama | 8      | Kofu Club        | 7       |
| Fujitsu          | 8      | Dainichi Densen  | 7       |
| Tanabe Pharma    | 7      | Sumitomo Metals  | 7       |
| Sumitomo Metals  | 5      | NTTPC Kinki      | 6       |
| Ibaraki Hitachi  | 1      | Ibaraki Hitachi  | 5       |

### Primati stagionali
| Record della Division 1 - Maggior numero di vittorie: Mitsubishi Heavy Ind. (11) - Minor numero di sconfitte: Mitsubishi Heavy Ind. (3) - Miglior attacco: Yanmar Diesel (47) - Miglior difesa: Mitsubishi Heavy Ind. (18) - Miglior differenza reti: Yanmar Diesel (+23) - Maggior numero di pareggi: Toyo Kogyo, Towa Real Estate e Eidai Sangyo (6) - Minor numero di pareggi: Toyota Motors (2) - Maggior numero di sconfitte: Toyota Motors (13) - Minor numero di vittorie: Toyota Motors (3) - Peggior attacco: Toyota Motors (8) - Peggior difesa: Toyota Motors (36) - Peggior differenza reti: Toyota Motors (-28) | Record della Division 2 - Maggior numero di vittorie: Yomiuri (11) - Minor numero di sconfitte: Yomiuri (3) - Miglior attacco: Yomiuri (46) - Miglior difesa: Fujitsu (19) - Miglior differenza reti: Yomiuri (+26) - Maggior numero di pareggi: Teijin Matsuyama (5) - Minor numero di pareggi: Tanabe Pharma (2) - Maggior numero di sconfitte: Ibaraki Hitachi (13) - Minor numero di vittorie: Ibaraki Hitachi (1) - Peggior attacco: Ibaraki Hitachi (10) - Peggior difesa: Sumitomo Metals (48) - Peggior differenza reti: Ibaraki Hitachi (-33) |

### Classifica marcatori
| Gol |  |  | Giocatore          | Squadra          |
| --- |  |  | ------------------ | ---------------- |
| 21  |  |  | Kunishige Kamamoto | Yanmar Diesel    |
| 17  |  |  | Akira Matsunaga    | Hitachi          |
| 9   |  |  | Noritaka Hidaka    | Nippon Steel     |
| 9   |  |  | Hiroshi Abe        | Yanmar Diesel    |
| 8   |  |  | Mitsuo Watanabe    | Towa Real Estate |
| 8   |  |  | Takaji Mori        | Mitsubishi HI    |

| Gol |  |  | Giocatore        | Squadra |
| --- |  |  | ---------------- | ------- |
| 13  |  |  | George Yonashiro | Yomiuri |